# Big Daddy Weave
Big Daddy Weave ist eine US-amerikanische christliche Rockband, die 1998 in Mobile, Alabama gegründet wurde.

## Geschichte
Die Mitglieder der Band lernten sich während ihrer Zeit am College in Mobile, Alabama kennen. Mike Weaver war bereits zu dieser Zeit auch als Lobpreisleiter in Florida tätig.
2001 veröffentlichte die Band ihr erstes Album Neighbourhoods, gefolgt vom zweiten Album One and Only im nächsten Jahr, mit welchem sie erstmals in die Billboard Top Christian Albums einstiegen. 2002 wurde die Band für einen Dove Award in der Kategorie New Artist of the Year nominiert. Mit ihrem dritten Album Fields of Grace, das 2003 veröffentlicht wurde, erreichten sie die Billboard 200 und die Top 10 unter den christlichen Alben. Ihren bislang größten Erfolg erzielte Big Daddy Weave mit ihrem siebten Studioalbum Love Come to Life, das 2012 veröffentlicht wurde, den dritten Platz der Top Christian Albums erreichte und sich über 100 Wochen in diesen Charts hielt. Die daraus veröffentlichte Single Redeemed wurde von der RIAA mit Platin ausgezeichnet.
Bassist und Sänger Jay Weaver starb am 2. Januar 2022 im Alter von 42 Jahren an den Folgen einer Erkrankung an COVID-19.

## Diskografie

### Studioalben
| Jahr | Titel                   | Höchstplatzierung, Gesamtwochen, AuszeichnungChartplatzierungen (Jahr, Titel, Platzierungen, Wochen, Auszeichnungen, Anmerkungen) | Höchstplatzierung, Gesamtwochen, AuszeichnungChartplatzierungen (Jahr, Titel, Platzierungen, Wochen, Auszeichnungen, Anmerkungen) | Anmerkungen                                              |
| Jahr | Titel                   | US | Christ | Anmerkungen                                              |
| ---- | ----------------------- | --- | --- | -------------------------------------------------------- |
| 2001 | Neighbourhoods          | — | — | Erstveröffentlichung: 2001                               |
| 2002 | One and Only            | — | Christ16 (5 Wo.)Christ | Erstveröffentlichung: 30. Juli 2002                      |
| 2003 | Fields of Grace         | US177 (1 Wo.)US | Christ8 (9 Wo.)Christ | Erstveröffentlichung: 30. September 2003                 |
| 2005 | What I Was Made For     | — | Christ14 (11 Wo.)Christ | Erstveröffentlichung: 26. Juli 2005                      |
| 2006 | Every Time I Breathe    | — | Christ18 (20 Wo.)Christ | Erstveröffentlichung: 26. September 2006                 |
| 2008 | What Life Would Be Like | — | Christ15 (15 Wo.)Christ | Erstveröffentlichung: 22. Juli 2008                      |
| 2012 | Love Come to Life       | US68 Gold · (16 Wo.)US | Christ3 (109 Wo.)Christ | Erstveröffentlichung: 17. April 2012 Verkäufe: + 500.000 |
| 2015 | Beautiful Offerings     | US164 (1 Wo.)US | Christ4 (74 Wo.)Christ | Erstveröffentlichung: 18. September 2015                 |
| 2019 | When the Light Comes    | — | Christ14 (21 Wo.)Christ | Erstveröffentlichung: 13. September 2019                 |

### Kompilationen
| Jahr | Titel                   | Höchstplatzierung, Gesamtwochen, AuszeichnungChartsChartplatzierungen (Jahr, Titel, Platzierungen, Wochen, Auszeichnungen, Anmerkungen) | Anmerkungen                              |
| Jahr | Titel                   | Christ | Anmerkungen                              |
| ---- | ----------------------- | --- | ---------------------------------------- |
| 2011 | The Ultimate Collection | Christ49 (1 Wo.)Christ | Erstveröffentlichung: 20. September 2011 |

### Weihnachtsalben
- 2009: Christ Is Come

### Singles
| Jahr | Titel Album                                          | Höchstplatzierung, Gesamtwochen, AuszeichnungChartsChartplatzierungen (Jahr, Titel, Album, Platzierungen, Wochen, Auszeichnungen, Anmerkungen) | Anmerkungen                            |
| Jahr | Titel Album                                          | Christ | Anmerkungen                            |
| ---- | ---------------------------------------------------- | --- | -------------------------------------- |
| 2003 | Audience of One One and Only                         | Christ16 (19 Wo.)Christ |                                        |
| 2003 | In Christ One and Only                               | Christ28 (6 Wo.)Christ |                                        |
| 2003 | Fields of Grace                                      | Christ3 (26 Wo.)Christ |                                        |
| 2004 | Set Me Free Fields of Grace                          | Christ35 (4 Wo.)Christ |                                        |
| 2004 | Heart Cries Holy Fields of Grace                     | Christ21 (26 Wo.)Christ |                                        |
| 2004 | Christ Is Come                                       | Christ9 (4 Wo.)Christ |                                        |
| 2005 | You’re Worthy of My Praise What I Was Made For       | Christ5 (33 Wo.)Christ | mit BarlowGirl                         |
| 2005 | Just the Way I Am What I Was Made For                | Christ5 (27 Wo.)Christ |                                        |
| 2005 | Go Tell It on the Mountain Christ Is Come            | Christ3 (5 Wo.)Christ |                                        |
| 2006 | Without You What I Was Made For                      | Christ25 (15 Wo.)Christ |                                        |
| 2006 | Let It Rise Every Time I Breathe                     | Christ11 (22 Wo.)Christ |                                        |
| 2007 | Every Time I Breathe                                 | Christ1 (33 Wo.)Christ |                                        |
| 2008 | Hold Me Jesus What I Was Made For                    | Christ22 (10 Wo.)Christ |                                        |
| 2008 | What Life Would Be Like                              | Christ5 (26 Wo.)Christ |                                        |
| 2009 | You Found Me What Life Would Be Like                 | Christ7 (20 Wo.)Christ |                                        |
| 2009 | I’ll Be Brave This Christmas Christ Is Come          | Christ4 (5 Wo.)Christ |                                        |
| 2009 | Glory to God in the Highest Christ Is Come           | Christ25 (2 Wo.)Christ |                                        |
| 2010 | We Want the World to Hear What Life Would Be Like    | Christ38 (13 Wo.)Christ |                                        |
| 2012 | Love Come to Life                                    | Christ6 (26 Wo.)Christ |                                        |
| 2012 | Redeemed Love Come to Life                           | Christ1 ×2Doppelplatin · (54 Wo.)Christ | Verkäufe: + 2.000.000                  |
| 2013 | The Only Name (Yours Will Be) Love Come to Life      | Christ2 (51 Wo.)Christ |                                        |
| 2014 | Overwhelmed Love Come to Life                        | Christ5 Gold · (36 Wo.)Christ | Verkäufe: + 500.000                    |
| 2015 | My Story Beautiful Offerings                         | Christ7 Gold · (36 Wo.)Christ | Verkäufe: + 500.000                    |
| 2016 | The Lion and the Lamb Beautiful Offerings            | Christ5 Gold · (35 Wo.)Christ | Verkäufe: + 500.000                    |
| 2017 | Jesus I Believe Beautiful Offerings (Deluxe Edition) | Christ13 (28 Wo.)Christ |                                        |
| 2019 | Alive When the Light Comes                           | Christ7 (26 Wo.)Christ | Erstveröffentlichung: 8. Februar 2019  |
| 2019 | I Know When the Light Comes                          | Christ5 (26 Wo.)Christ | Erstveröffentlichung: 2. August 2019   |
| 2019 | This Is What We Live For When the Light Comes        | Christ22 (20 Wo.)Christ | Erstveröffentlichung: 30. August 2019  |
| 2019 | Joy He Shall Reign –                                 | Christ36 (4 Wo.)Christ | Erstveröffentlichung: 1. November 2019 |
| 2021 | All Things New When the Light Comes                  | Christ18 (20 Wo.)Christ | Erstveröffentlichung: 19. Februar 2021 |
| 2022 | God Is in This Story Jesus Changed My Life           | Christ1 (35 Wo.)Christ | mit Katy Nichole                       |
| 2023 | Heaven Changes Everything –                          | Christ11 (26 Wo.)Christ | Erstveröffentlichung: 10. März 2023    |
| 2024 | Let It Begin –                                       | Christ14 (23 Wo.)Christ | Erstveröffentlichung: 15. März 2024    |